# Tênis nos Jogos Asiáticos
O tênis faz parte do programa dos Jogos Asiáticos. Ele foi jogado em todas as edições dos jogos desde 1958, com exceção de 1970. Foram disputados singulares masculinos e femininos, duplas masculinas e femininas e duplas mistas. Eventos de equipes masculinas e femininas são disputados desde 1962.

## Edições
| Jogos | Ano  | Cidade sede                    | Melhor nação      |
| ----- | ---- | ------------------------------ | ----------------- |
| III   | 1958 | Tóquio, Japão                  | JPN Japão         |
| IV    | 1962 | Jacarta, Indonésia             | JPN Japão         |
| V     | 1966 | Bangkok, Tailândia             | JPN Japão         |
| VII   | 1974 | Teerã, Irã                     | JPN Japão         |
| VIII  | 1978 | Bangkok, Tailândia             | INA Indonésia     |
| IX    | 1982 | Nova Deli, Índia               | KOR Coreia do Sul |
| X     | 1986 | Seul, Coréia do Sul            | KOR Coreia do Sul |
| XI    | 1990 | Pequim, China                  | CHN China         |
| XII   | 1994 | Hiroshima, Japão               | JPN Japão         |
| XIII  | 1998 | Bangkok, Tailândia             | KOR Coreia do Sul |
| XIV   | 2002 | Busan, Coreia do Sul           | KOR Coreia do Sul |
| XV    | 2006 | Doha, Qatar                    | IND Índia         |
| XVI   | 2010 | Cantão, China                  | TPE Taipé Chinês  |
| XVII  | 2014 | Incheon, Coreia do Sul         | TPE Taipé Chinês  |
| XVIII | 2018 | Jacarta - Palembang, Indonésia | CHN China         |

## Eventos
| Event             | 58 | 62 | 66 | 74 | 78 | 82 | 86 | 90 | 94 | 98 | 02 | 06 | 10 | 14 | 18 | Years |
| ----------------- | -- | -- | -- | -- | -- | -- | -- | -- | -- | -- | -- | -- | -- | -- | -- | ----- |
|                   |    |    |    |    |    |    |    |    |    |    |    |    |    |    |    |       |
| Simples masculino | X  | X  | X  | X  | X  | X  | X  | X  | X  | X  | X  | X  | X  | X  | X  | 15    |
| Duplas masculinas | X  | X  | X  | X  | X  | X  | X  | X  | X  | X  | X  | X  | X  | X  | X  | 15    |
| "Men's team"      |    | X  | X  | X  | X  | X  | X  | X  | X  | X  | X  | X  | X  | X  |    | 13    |
| Simples feminino  | X  | X  | X  | X  | X  | X  | X  | X  | X  | X  | X  | X  | X  | X  | X  | 15    |
| Duplas femininas  | X  | X  | X  | X  | X  | X  | X  | X  | X  | X  | X  | X  | X  | X  | X  | 15    |
| "Women's team"    |    | X  | X  | X  | X  | X  | X  | X  | X  | X  | X  | X  | X  | X  |    | 13    |
| Duplas mistas     | X  | X  | X  | X  | X  | X  | X  | X  | X  | X  | X  | X  | X  | X  | X  | 15    |
|                   |    |    |    |    |    |    |    |    |    |    |    |    |    |    |    |       |
| Total             | 5  | 7  | 7  | 7  | 7  | 7  | 7  | 7  | 7  | 7  | 7  | 7  | 7  | 7  | 5  |       |

## Finais

### Singulares masculino
| Year | Champions               | Runners-up           | Score                   |
| ---- | ----------------------- | -------------------- | ----------------------- |
| 1958 | PHI Raymundo Deyro      | PHI Felicisimo Ampon | 6–4, 9–7, 4–6, 7–5      |
| 1962 | PHI Johnny Jose         | JPN Atsushi Miyagi   | 7–5, 6–3, 6–2           |
| 1966 | JPN Osamu Ishiguro      | JPN Ichizo Konishi   | 4–6, 6–3, 1–6, 6–4, 6–1 |
| 1974 | JPN Toshiro Sakai       | IRI Taghi Akbari     | 3–6, 6–4, 6–0, 7–5      |
| 1978 | INA Atet Wijono         | JPN Shigeyuki Nishio | 7–6, 6–2                |
| 1982 | INA Yustedjo Tarik      | KOR Kim Choon-ho     | 6–3, 6–7(0–7), 6–3      |
| 1986 | KOR Yoo Jin-sun         | KOR Kim Bong-soo     | 6–0, 4–6, 6–3           |
| 1990 | CHN Pan Bing            | CHN Zhang Jiuhua     | 1–6, 7–6(7–4), 6–1      |
| 1994 | CHN Pan Bing            | KOR Yoon Yong-il     | 6–2, 6–1                |
| 1998 | KOR Yoon Yong-il        | JPN Satoshi Iwabuchi | 5–7, 6–4, 6–3, 6–2      |
| 2002 | THA Paradorn Srichaphan | KOR Lee Hyung-taik   | 7–6(7–3), 6–4           |
| 2006 | THA Danai Udomchoke     | KOR Lee Hyung-taik   | 7–5, 6–3                |
| 2010 | IND Somdev Devvarman    | UZB Denis Istomin    | 6–1, 6–2                |
| 2014 | JPN Yoshihito Nishioka  | TPE Lu Yen-hsun      | 6–2, 6–2                |
| 2018 | UZB Denis Istomin       | CHN Wu Yibing        | 2–6, 6–2, 7–6(7–2)      |

### Singulares feminino
| Year | Champions                                   | Runners-up                                | Score              |
| ---- | ------------------------------------------- | ----------------------------------------- | ------------------ |
| 1958 | JPN Sachiko Kamo JPN Reiko Miyagi           | PHI Desideria Ampon PHI Patricia Yngayo   | 6–2, 6–2           |
| 1962 | JPN Reiko Miyagi JPN Akiko Fukui            | CEY Ranjani Jayasuriya HKG Tsui Yuen Yuen | 6–4, 6–2           |
| 1966 | INA Lita Liem INA Lany Kaligis              | PHI Desideria Ampon PHI Patricia Yngayo   | 6–4, 3–6, 6–1      |
| 1974 | JPN Toshiko Sade JPN Kayoko Fukuoka         | KOR Lee Soon-oh KOR Lee Duk-hee           | 6–4, 2–6, 6–3      |
| 1978 | KOR Lee Duk-hee KOR Yang Jeong-soon         | JPN Kimiyo Hatanaka JPN Kiyoko Nomura     |                    |
| 1982 | KOR Shin Soon-ho KOR Kim Nam-sook           | JPN Junko Kimura JPN Kazuko Ito           | 6–3, 6–2           |
| 1986 | INA Suzanna Anggarkusuma INA Yayuk Basuki   | KOR Lee Jeong-soon KOR Kim Il-soon        | 6–3, 6–7(4–7), 6–4 |
| 1990 | INA Yayuk Basuki INA Suzanna Wibowo         | KOR Lee Jeong-myung KOR Kim Il-soon       | 6–2, 6–1           |
| 1994 | JPN Kyoko Nagatsuka JPN Ai Sugiyama         | CHN Li Fang CHN Chen Li                   | 6–2, 6–1           |
| 1998 | CHN Li Fang CHN Chen Li                     | KOR Cho Yoon-jeong KOR Park Sung-hee      | 6–2, 7–6(7–2)      |
| 2002 | KOR Kim Mi-ok KOR Choi Young-ja             | INA Wynne Prakusya INA Angelique Widjaja  | 7–6(7–4), 1–6, 6–3 |
| 2006 | CHN Zheng Jie CHN Yan Zi                    | TPE Latisha Chan TPE Chuang Chia-jung     | 6–1, 7–6(7–5)      |
| 2010 | TPE Latisha Chan TPE Chuang Chia-jung       | TPE Chang Kai-chen TPE Hsieh Su-wei       | 7–5, 6–3           |
| 2014 | THA Luksika Kumkhum THA Tamarine Tanasugarn | TPE Hsieh Su-wei TPE Chan Chin-wei        | 5–7, 6–3, [10–3]   |
| 2018 | CHN Xu Yifan CHN Yang Zhaoxuan              | TPE Chan Hao-ching TPE Latisha Chan       | 6–2, 1–6, [11–9]   |

### Duplas masculinas
| Year | Champions                                     | Runners-up                                 | Score            |
| ---- | --------------------------------------------- | ------------------------------------------ | ---------------- |
| 1958 | JPN Yoshihisa Shibata JPN Reiko Miyagi        | PHI Miguel Dungo PHI Patricia Yngayo       | 3–6, 7–5, 6–4    |
| 1962 | JPN Koji Watanabe JPN Akiko Fukui             | JPN Michio Fujii JPN Reiko Miyagi          | 3–3, Retired     |
| 1966 | JPN Koji Watanabe JPN Reiko Miyagi            | PHI Federico Deyro PHI Patricia Yngayo     | 4–6, 8–6, 6–2    |
| 1974 | ISR Yair Wertheimer ISR Paulina Peisachov     | CHN Xu Meilin CHN Zhang Ronghua            | Walkover         |
| 1978 | THA Charuek Hengrasmee THA Suthasini Sirikaya | JPN Etsuo Uchiyama JPN Matsuko Matsushima  | 6–2, 4–6, 6–2    |
| 1982 | KOR Kim Choon-ho KOR Shin Soon-ho             | JPN Ichiro Nakanishi JPN Etsuko Inoue      | 6–3, 6–1         |
| 1986 | KOR Yoo Jin-sun KOR Lee Jeong-soon            | CHN You Wei CHN Zhong Ni                   | 7–6(7–5), 6–1    |
| 1990 | INA Hary Suharyadi INA Yayuk Basuki           | KOR Yoo Jin-sun KOR Kim Il-soon            | 6–3, 3–6, 6–3    |
| 1994 | CHN Xia Jiaping CHN Li Fang                   | JPN Ryuso Tsujino JPN Nana Miyagi          | 7–6, 7–5         |
| 1998 | JPN Satoshi Iwabuchi JPN Nana Miyagi          | KOR Kim Dong-hyun KOR Choi Ju-yeon         | 7–5, 7–5         |
| 2002 | TPE Lu Yen-hsun TPE Janet Lee                 | IND Mahesh Bhupathi IND Manisha Malhotra   | 4–6, 6–3, 9–7    |
| 2006 | IND Leander Paes IND Sania Mirza              | JPN Satoshi Iwabuchi JPN Akiko Morigami    | 7–5, 5–7, 6–2    |
| 2010 | TPE Yang Tsung-hua TPE Latisha Chan           | IND Vishnu Vardhan IND Sania Mirza         | 4–6, 6–1, [10–2] |
| 2014 | IND Saketh Myneni IND Sania Mirza             | TPE Peng Hsien-yin TPE Chan Hao-ching      | 6–4, 6–3         |
| 2018 | INA Christopher Rungkat INA Aldila Sutjiadi   | THA Sonchat Ratiwatana THA Luksika Kumkhum | 6–4, 5–7, [10–7] |